# کلروژنیک اسید
کلروژنیک اسید (انگلیسی: Chlorogenic acid) یا  به صورت مخفف (CGA) مهم‌ترین اسید موجود در قهوه سبز است که بین ۶ تا ۸ ٪ وزن گونه عربیکا و حدود ۱۰٪ گونه روبوستا را تشکیل می‌دهد. تحقیقات نشان می‌دهد که قهوه در میان همهٔ گیاهان، بالاترین میزان اسید کلروژنیک را دارد.
میزان قابل‌توجهی از مزه‌های اسیدیته و تلخی نوشیدنی قهوه و نیز بخشی از اثرات محرک آن به‌خاطر وجود همین اسید کلروژنیک است. عبارت «اسید کلروژنیک» تنها به یک ترکیب خاص اشاره ندارد، بلکه در حقیقت عنوان خانواده‌ای از ایزومرهای مختلف است.
این ماده شیمیایی در دانه‌های سبز قهوه یا دانه‌های بو داده نشده وجود دارد. زمانی که دانه‌ها بو داده می‌شوند، اسید کلروژنیک عملاً از بین می‌رود. بسیاری بر این باروند که این ماده به کاهش جذب کربوهیدرات‌ها در دستگاه گوارش انسان کمک می‌کند، از این رو، به کاهش قند خون و تولید انسولین کمک می‌کند. برخی مطالعات با حضور سوژه‌های حیوانی توانایی در کاهش جذب چربی و ذخیره آن را نیز نشان داده‌اند.
با وجود لفظ "کلرو" در نام این ماده، کلروژنیک اسید حاوی هیچ‌گونه اتم کلری نمی باشد و این نام از دو واژه یونانی χλωρός(به معنی سبز کم رنگ) و -γένος(به معنی به وجود آوردن)، تشکیل شده است و دلیل آن به وجود آمدن رنگی سبز در حین اکسایش این ماده است.